# La Penne
Pour les articles homonymes, voir Penne.
La Penne (en occitan La Pena, en italien La Penna) est une commune française située dans le département des Alpes-Maritimes, en région Provence-Alpes-Côte d'Azur.
Ses habitants sont appelés les Pennois.

## Géographie
La commune est à 11,3 km de Puget-Théniers, 18,5 d'Entrevaux et 29,9 de Villars-sur-Var.

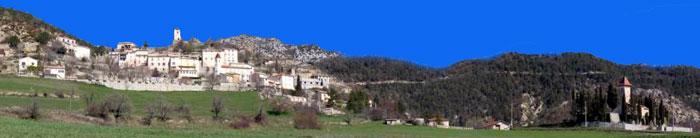
Panorama. Le village et l'église Notre-Dame du Plan.

### Climat
Pour des articles plus généraux, voir Climat de Provence-Alpes-Côte d'Azur et Climat des Alpes-Maritimes.
En 2010, le climat de la commune est de type climat méditerranéen altéré, selon une étude du Centre national de la recherche scientifique s'appuyant sur une série de données couvrant la période 1971-2000. En 2020, Météo-France publie une typologie des climats de la France métropolitaine dans laquelle la commune est dans une zone de transition entre le climat de montagne et le climat méditerranéen et est dans la région climatique  Var, Alpes-Maritimes, caractérisée par une pluviométrie abondante en automne et en hiver (250 à 300 mm en automne), un très bon ensoleillement en été (fraction d’insolation > 75 %), un hiver doux (8 °C) et peu de brouillards. 
Pour la période 1971-2000, la température annuelle moyenne est de 11,7 °C, avec une amplitude thermique annuelle de 16,2 °C. Le cumul annuel moyen de précipitations est de 1 025 mm, avec 6,3 jours de précipitations en janvier et 4,5 jours en juillet. Pour la période 1991-2020, la température moyenne annuelle observée sur la station météorologique de Météo-France la plus proche, « Ascros », sur la commune d'Ascros à 5 km à vol d'oiseau, est de 10,8 °C et le cumul annuel moyen de précipitations est de 930,1 mm. 
La température maximale relevée sur cette station est de 34,4 °C, atteinte le 18 juillet 2023 ; la température minimale est de −10,7 °C, atteinte le 28 février 2018,,. 
Les paramètres climatiques de la commune ont été estimés pour le milieu du siècle (2041-2070) selon différents scénarios d'émission de gaz à effet de serre à partir des nouvelles projections climatiques de référence DRIAS-2020. Ils sont consultables sur un site dédié publié par Météo-France en novembre 2022.

## Urbanisme

### Typologie
Au 1er janvier 2024, La Penne est catégorisée commune rurale à habitat très dispersé, selon la nouvelle grille communale de densité à 7 niveaux définie par l'Insee en 2022.
Elle est située hors unité urbaine. Par ailleurs la commune fait partie de l'aire d'attraction de Nice, dont elle est une commune de la couronne,. Cette aire, qui regroupe 100 communes, est catégorisée dans les aires de 200 000 à moins de 700 000 habitants,.

### Occupation des sols
L'occupation des sols de la commune, telle qu'elle ressort de la base de données européenne d’occupation biophysique des sols Corine Land Cover (CLC), est marquée par l'importance des forêts et milieux semi-naturels (86,4 % en 2018), une proportion sensiblement équivalente à celle de 1990 (86,9 %). La répartition détaillée en 2018 est la suivante :
forêts (73,6 %), zones agricoles hétérogènes (10,8 %), milieux à végétation arbustive et/ou herbacée (9 %), espaces ouverts, sans ou avec peu de végétation (3,8 %), prairies (2,7 %).
L'évolution de l’occupation des sols de la commune et de ses infrastructures peut être observée sur les différentes représentations cartographiques du territoire : la carte de Cassini (XVIIIe siècle), la carte d'état-major (1820-1866) et les cartes ou photos aériennes de l'IGN pour la période actuelle (1950 à aujourd'hui).

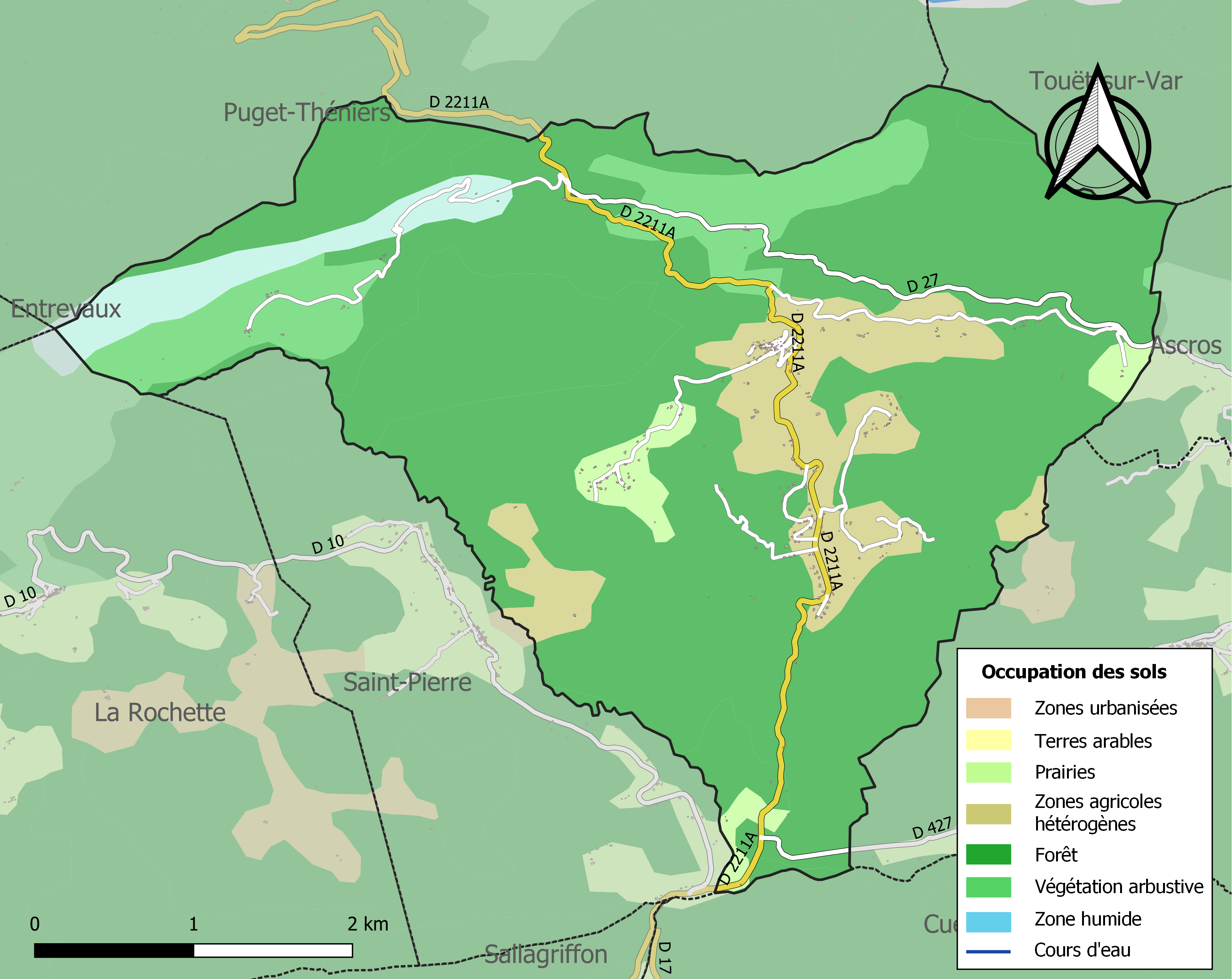
Carte de l'occupation des sols de la commune en 2018 (CLC).

### Voies de communications et transports

#### Voies routières
La  départementale 202 permet de rejoindre les vallées du Var et de la Tinée par les collines.

#### Transports en commun

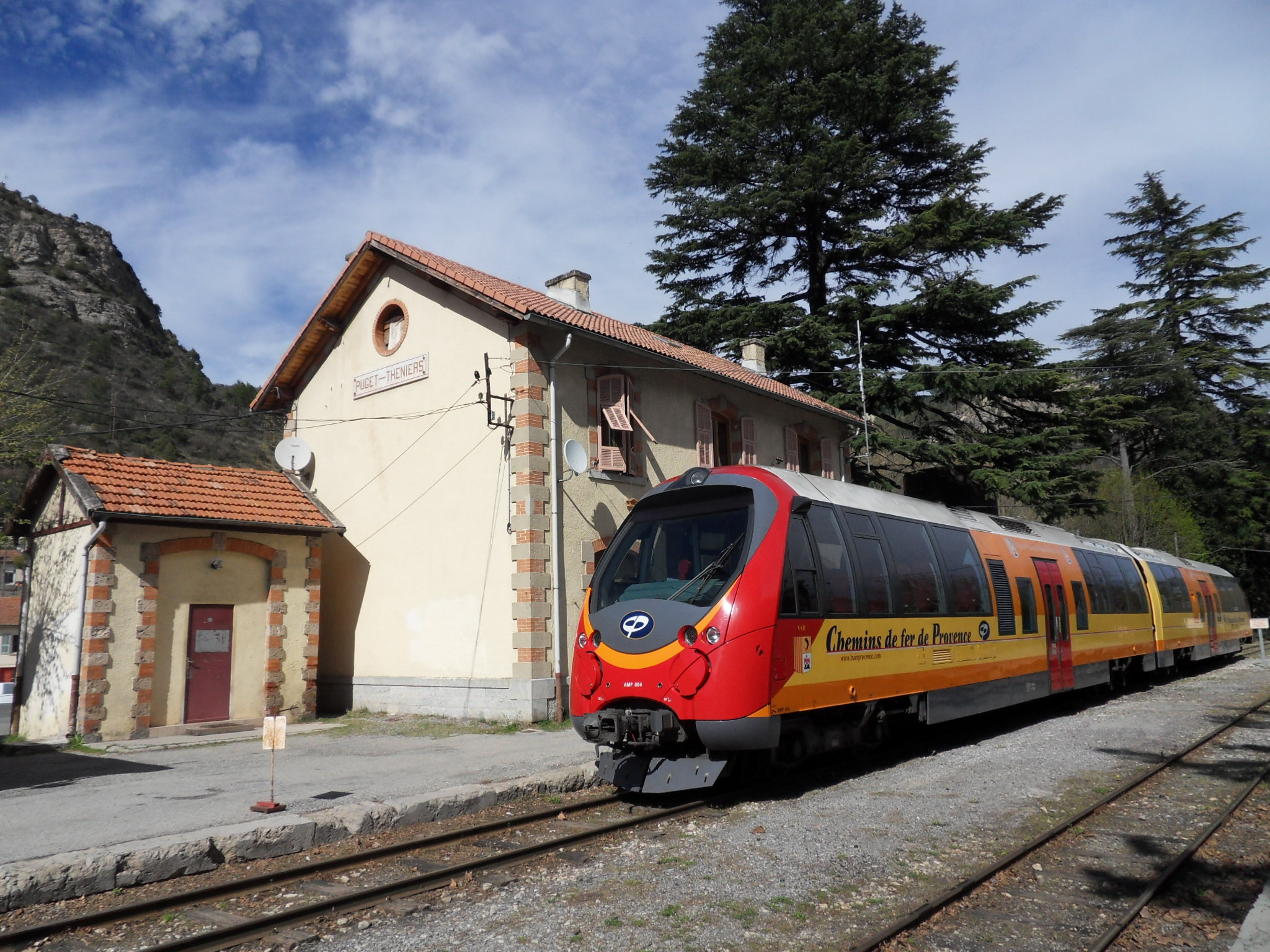
Gare de Puget-Théniers.

- Transport en Provence-Alpes-Côte d'Azur
- Les cars Lignes d'Azur[14].

#### Chemins de fer
- Les villes les plus proches de Puget-Théniers et d'Entrevaux, sont desservies par la ligne Nice - Digne des Chemins de fer de Provence (plus connue sous le nom du « Train des Pignes »)[15].
- Gare du train des Pignes[16].

## Économie

### Entreprises et commerces

#### Agriculture
- Ferme autour d'un bâtiment, appelé couramment le château, exploitée avec les principes de la Permaculture : projet "la Plume"[17].
- Culture d'autres fruits d'arbres ou d'arbustes et de fruits à coque.
- Culture de légumes, de melons, de racines et de tubercules.
- Culture de céréales, de légumineuses et de graines oléagineuses.
- Élevage de chevaux et d'autres équidés.
- Élevage d'ovins et de caprins.
- Élevage de volailles.

#### Tourisme
- Hébergements et restauration à Puget-Rostang, Thorenc, Valberg, Coursegoules, Bouyon, Beuil.

#### Commerces
- Commerces et services de proximité[18].
- Scierie du pin de noguier.

## Histoire
La Stèle divinatoire romaine d'Uriel, vouée au culte de Jeusdrinus semble confirmer une occupation du site par une colonie juive. 
La ville devient française à la suite du Traité de Turin (1760).
Un habitat fortifié, dénommé La Penne, est cité en 1079 avec un village sans doute sur le sommet rocheux dit « Crête de Sainte-Marguerite » où l'on peut observer des vestiges d'un donjon carré transformé en pigeonnier.

## Politique et administration
| Période          | Période          | Identité               | Étiquette | Qualité                       |
| ---------------- | ---------------- | ---------------------- | --------- | ----------------------------- |
| 21 janvier 1861  | 11 mai 1871      | Paul Hercule d'Authier |           |                               |
| 10 juin 1871     | 11 mai 1872      | François Conil         |           |                               |
| 8 juillet 1872   | 30 août 1877     | Joseph Auquier         |           |                               |
| 31 août 1877     | 17 mai 1878      | Joseph Authier         |           | adjoint, maire par intérim    |
| 18 mai 1878      | 10 juillet 1884  | Joseph Drogoul         |           |                               |
| 6 septembre 1884 | 29 mars 1888     | Horace d'Authier       |           |                               |
| 26 juin 1888     | 9 avril 1896     | César Drogoul          |           |                               |
| 13 juillet 1896  | 2 mai 1925       | César Conil            |           |                               |
| 25 juillet 1925  | 21 avril 1944    | Adolphe Louvet         |           |                               |
| 16 novembre 1944 | 14 janvier 1945  | Émile Raybaud          |           | Chef du Comité de Libération  |
| 1945             | 1962             | Émile Raybaud          |           |                               |
| 1962             | 1977             | Roger Salicis          |           |                               |
| 1977             | 1995             | Georges d'Authier      | DVD       |                               |
| 1995             | mars 2008        | Bernard Porin          |           |                               |
| mars 2008        | avril 2014       | Danièle Raybaud        |           |                               |
| avril 2014       | mars 2016        | Marc Vignal            |           | Retraité                      |
| mars 2016        | juin 2017        | Valérie Gevresse       |           |                               |
| juin 2017        | juin 2020        | Patrice Briandet       |           |                               |
| juin 2020        | 21 décembre 2020 | Loïc Daumas            |           |                               |
| 22 décembre 2020 | En cours         | Marjorie Brémond       |           | Cadre de la fonction publique |

Depuis le 1er janvier 2014, La Penne fait partie de la communauté de communes des Alpes d'Azur. Elle était auparavant membre de la communauté de communes des vallées d'Azur, jusqu'à la disparition de celle-ci lors de la mise en place du nouveau schéma départemental de coopération intercommunale.

### Budget et fiscalité 2023
En 2023, le budget de la commune était constitué ainsi :
- total des produits de fonctionnement : 301 000 €, soit 1 327 € par habitant ;
- total des charges de fonctionnement : 235 000 €, soit 1 037 € par habitant ;
- total des ressources d'investissement : 172 000 €, soit 760 € par habitant ;
- total des emplois d'investissement : 195 000 €, soit 860 € par habitant ;
- endettement : 155 000 €, soit 681 € par habitant.

Avec les taux de fiscalité suivants :
- taxe d'habitation : 15,10 % ;
- taxe foncière sur les propriétés bâties : 17,42 % ;
- taxe foncière sur les propriétés non bâties : 24,37 % ;
- taxe additionnelle à la taxe foncière sur les propriétés non bâties : 0,00 % ;
- cotisation foncière des entreprises : 0,00 %.

Chiffres clés Revenus et pauvreté des ménages en 2021 : médiane en 2021 du revenu disponible, par unité de consommation : 20 130 €.

## Population et société

### Démographie

#### Évolution démographique
L'évolution du nombre d'habitants est connue à travers les recensements de la population effectués dans la commune depuis 1793. Pour les communes de moins de 10 000 habitants, une enquête de recensement portant sur toute la population est réalisée tous les cinq ans, les populations de référence des années intermédiaires étant quant à elles estimées par interpolation ou extrapolation. Pour la commune, le premier recensement exhaustif entrant dans le cadre du nouveau dispositif a été réalisé en 2006.

En 2022, la commune comptait 256 habitants, en évolution de +11,79 % par rapport à 2016 (Alpes-Maritimes : +2,85 %, France hors Mayotte : +2,11 %).
| 1793 | 1800 | 1806 | 1822 | 1838 | 1848 | 1858 | 1861 | 1866 |
| ---- | ---- | ---- | ---- | ---- | ---- | ---- | ---- | ---- |
| 274  | 331  | 348  | 332  | 315  | 356  | 359  | 394  | 340  |

| 1872 | 1876 | 1881 | 1886 | 1891 | 1896 | 1901 | 1906 | 1911 |
| ---- | ---- | ---- | ---- | ---- | ---- | ---- | ---- | ---- |
| 297  | 333  | 305  | 291  | 294  | 272  | 280  | 273  | 260  |

| 1921 | 1926 | 1931 | 1936 | 1946 | 1954 | 1962 | 1968 | 1975 |
| ---- | ---- | ---- | ---- | ---- | ---- | ---- | ---- | ---- |
| 251  | 219  | 191  | 166  | 194  | 139  | 131  | 124  | 116  |

| 1982 | 1990 | 1999 | 2006 | 2011 | 2016 | 2021 | 2022 | - |
| ---- | ---- | ---- | ---- | ---- | ---- | ---- | ---- | - |
| 120  | 145  | 164  | 279  | 319  | 229  | 239  | 256  | - |

### Enseignement
Établissements d'enseignements :
- Écoles maternelles et primaires à Saint-Pierre, Puget-Théniers, Tou¨rt-sur-Var, Roquestéron, Ascros.
- Collége à Puget-Théniers.
- Lycées à Valdeblore.

### Santé
- Professionnels et établissements de santé à Roquestéron, Puget-Théniers[33] :
- Centre hospitalier universitaire de Nice.

### Cultes
- Culte catholique, Paroisse Notre-Dame du Var[34], Diocèse de Nice.

## Culture locale et patrimoine

### Lieux et monuments

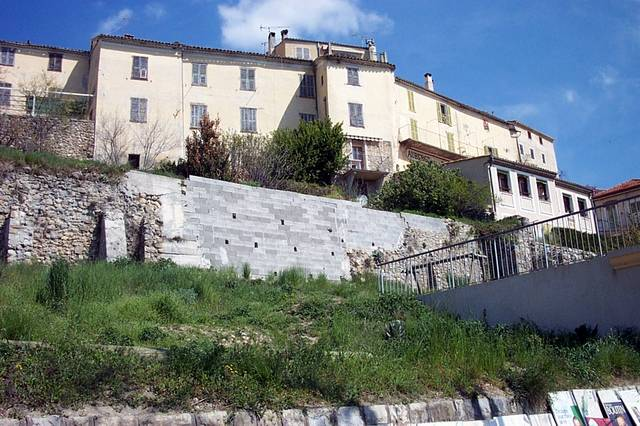
La Penne.
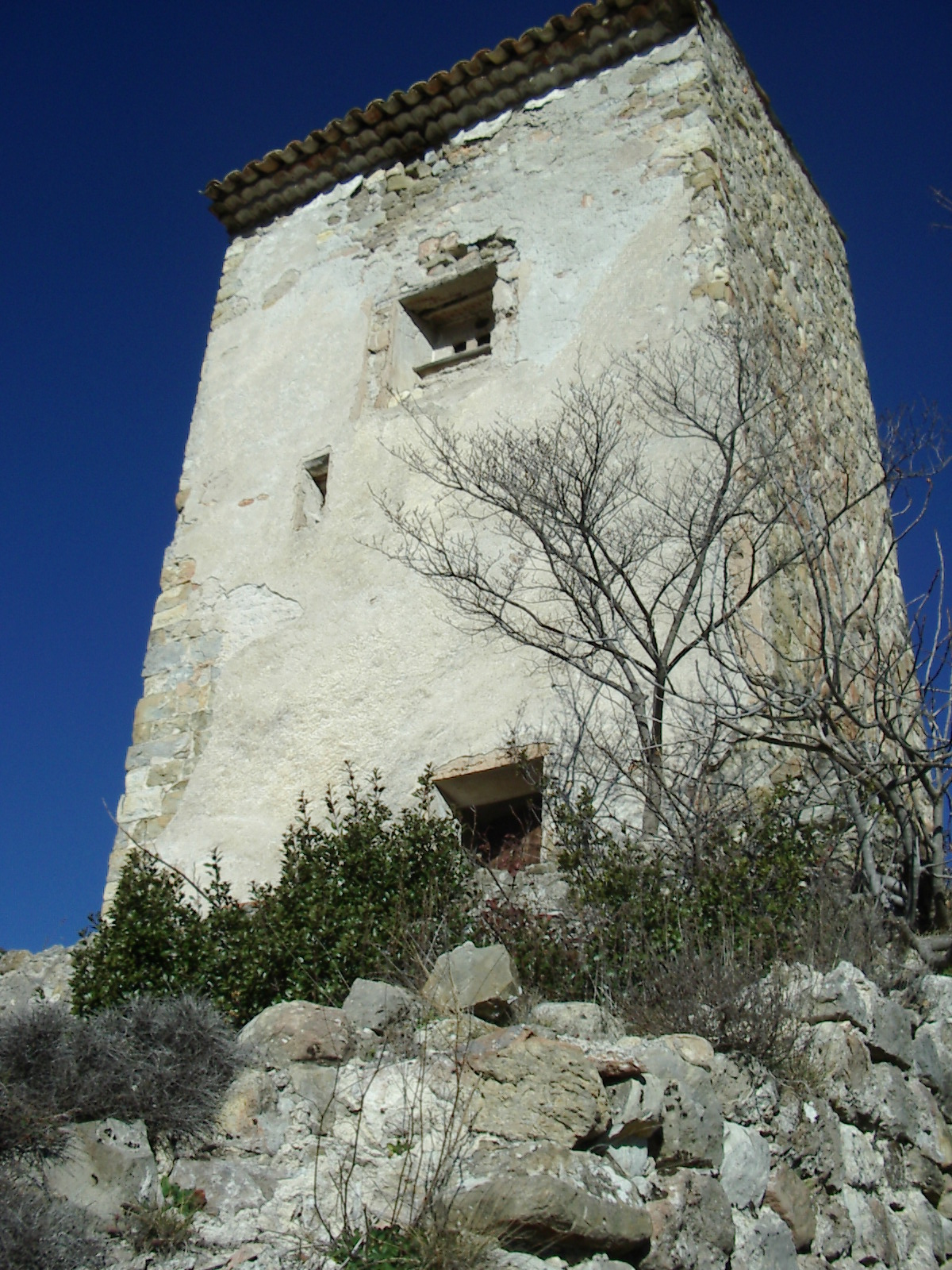
Pigeonnier dominant le village.
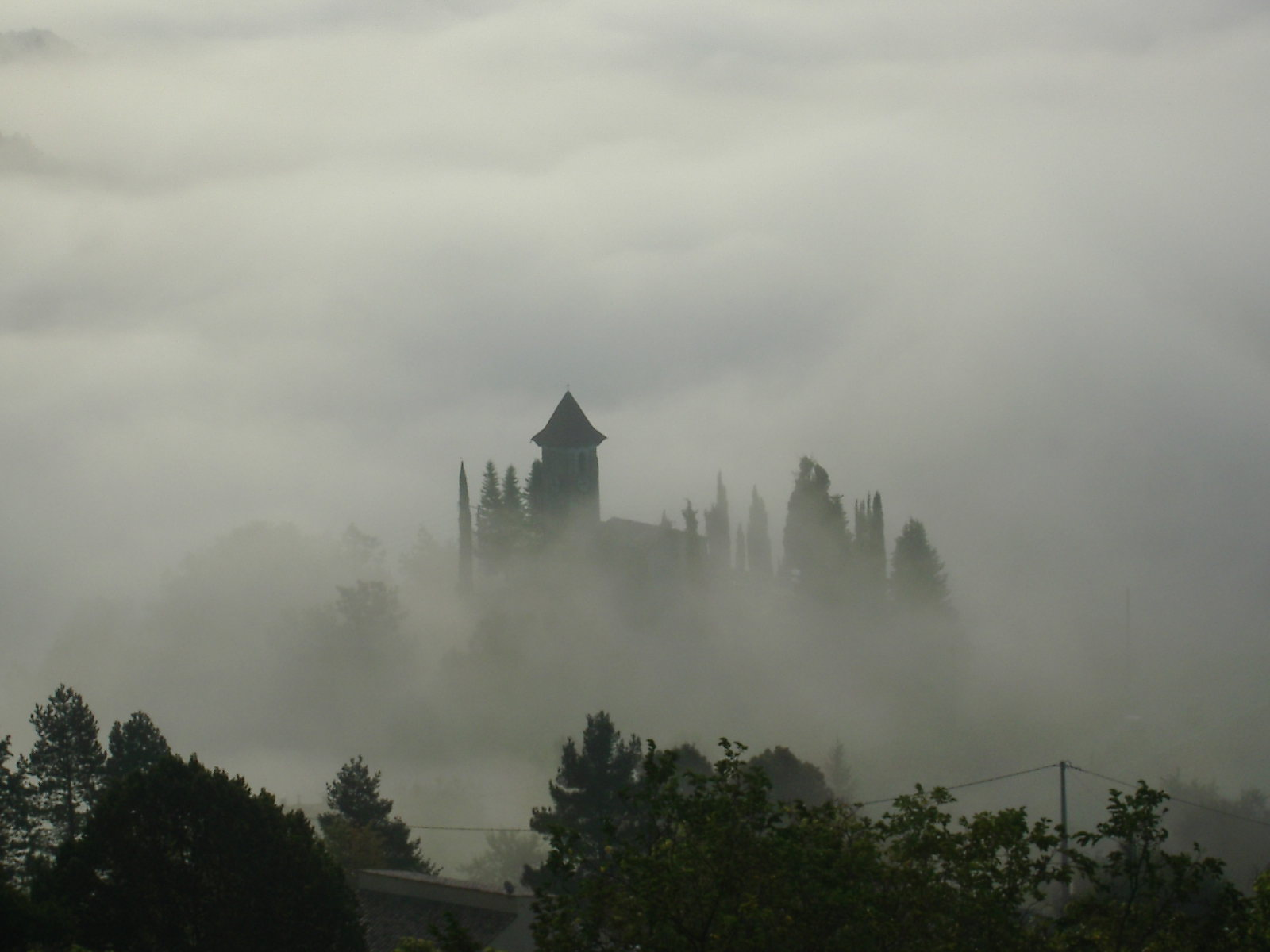
Chapelle des Plans.
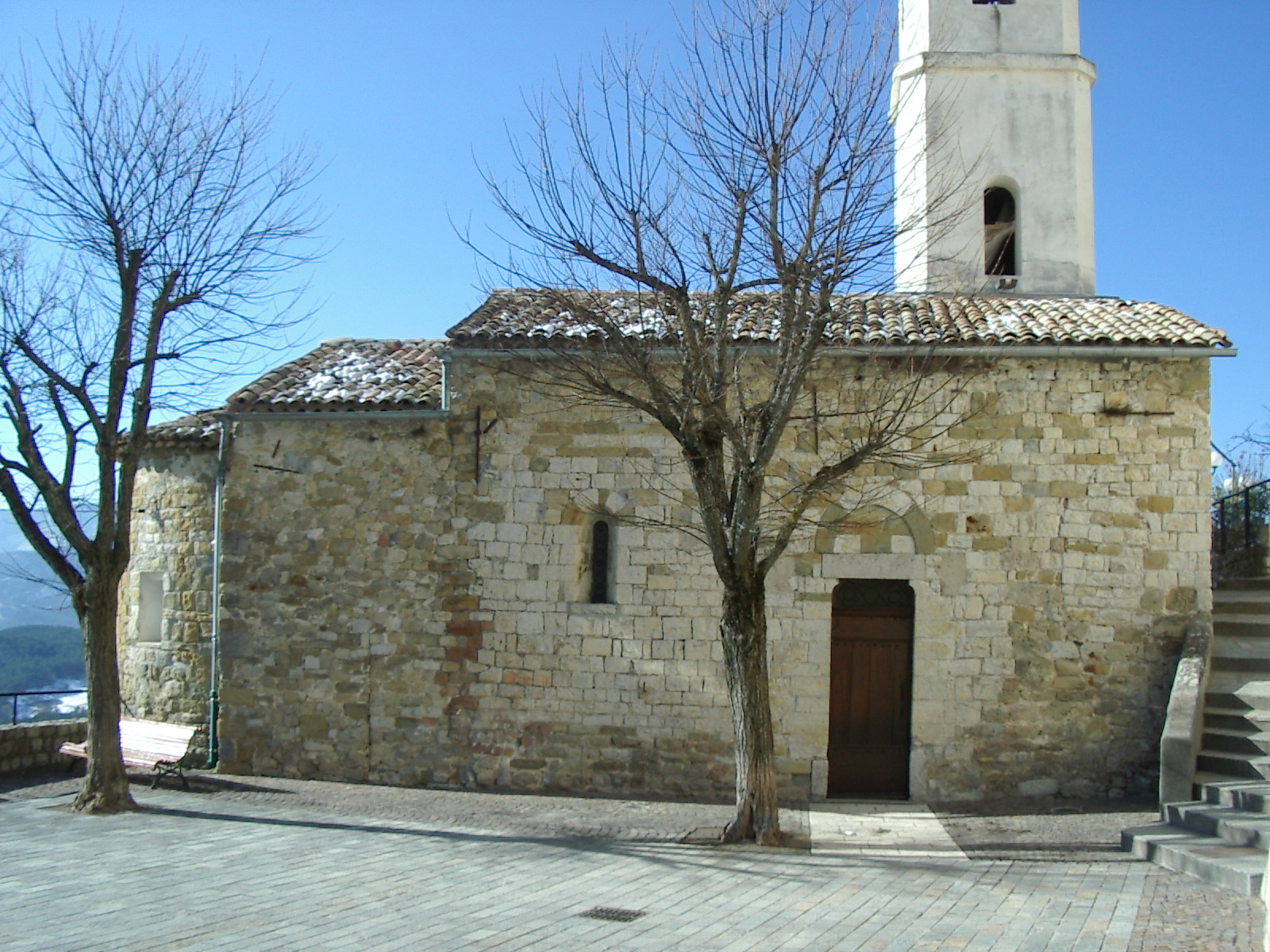
Église Saint-Pierre de La Penne.

- Église Saint-Pierre[35].
- Église Notre-Dame du Plan, entourée du cimetière.

L'église possédait un tableau réalisé en 1639 par François Mimault représentant le « Vœu de Louis XIII » qui est aujourd'hui déposé dans l'église Saint-Pierre,
- 2 plaques funéraires[37],[38].
- Monument aux morts[39].
- La chapelle Notre-Dame-du-Plan dite « Halte des Templiers »[40].
- Le donjon du château, transformé en pigeonnier[41],[42].
- Borne frontière – Besseuges 1823[43].
- La ferme du Puy du XIIe siècle[44].
- Lavoir de 1892[45].

### Personnalités liées à la commune
- Luigi Felice Giuseppe Mario Durand de la Penne (Nice, 23 février 1838 - La Penne, 25 août 1921), marquis et seigneur de la Penne et Chandol, Ubraye, Fugeiret, Saint Benoît, a été un général et homme politique italien.
- Luigi Durand de la Penne (1914 – 1992), officier de marine italien durant la Seconde Guerre mondiale, puis député de la République italienne, dont la famille était originaire de La Penne. Celle-ci n’ayant pas admis le rattachement du Comté de Nice à la France de 1860, avait émigré à la cour royale à Turin. Elle avait néanmoins conservée leur résidence, le "Pavillon du Marquis", située au « Plan » en contrebas du village[46].

### Héraldique
| Blason de La Penne | Blason  | D'argent mantelé de gueules, chargée de deux roses du premier. |
| Blason de La Penne | Détails |                                                                |